# Johannes Wirsching
Johannes Wirsching (* 20. November 1929 in Gumbinnen; † 13. März 2004 in Berlin) war ein deutscher evangelischer Theologe.

## Leben und Werk
Bereits während seines Studiums an der Universität Heidelberg spezialisierte sich Wirsching auf systematische Theologie. Nach seiner Promotion (1960) bei Edmund Schlink, dessen Assistent er war, verfasste er zahlreiche Studien zur Systematik und Dogmatik. Ab 1969 arbeitete er als Dozent an der Pädagogischen Hochschule Freiburg, seit 1971 als ordentlicher Professor. 1973 wechselte er als ordentlicher Professor für systematische Theologie an die Kirchliche Hochschule Berlin-Zehlendorf. Nach der politischen Wende wechselte er 1993 an die Humboldt-Universität zu Berlin. 1998 wurde er emeritiert. 2000 wurde ihm der Hermann-Sasse-Preis verliehen. Der Historiker Andreas Wirsching ist sein Sohn.

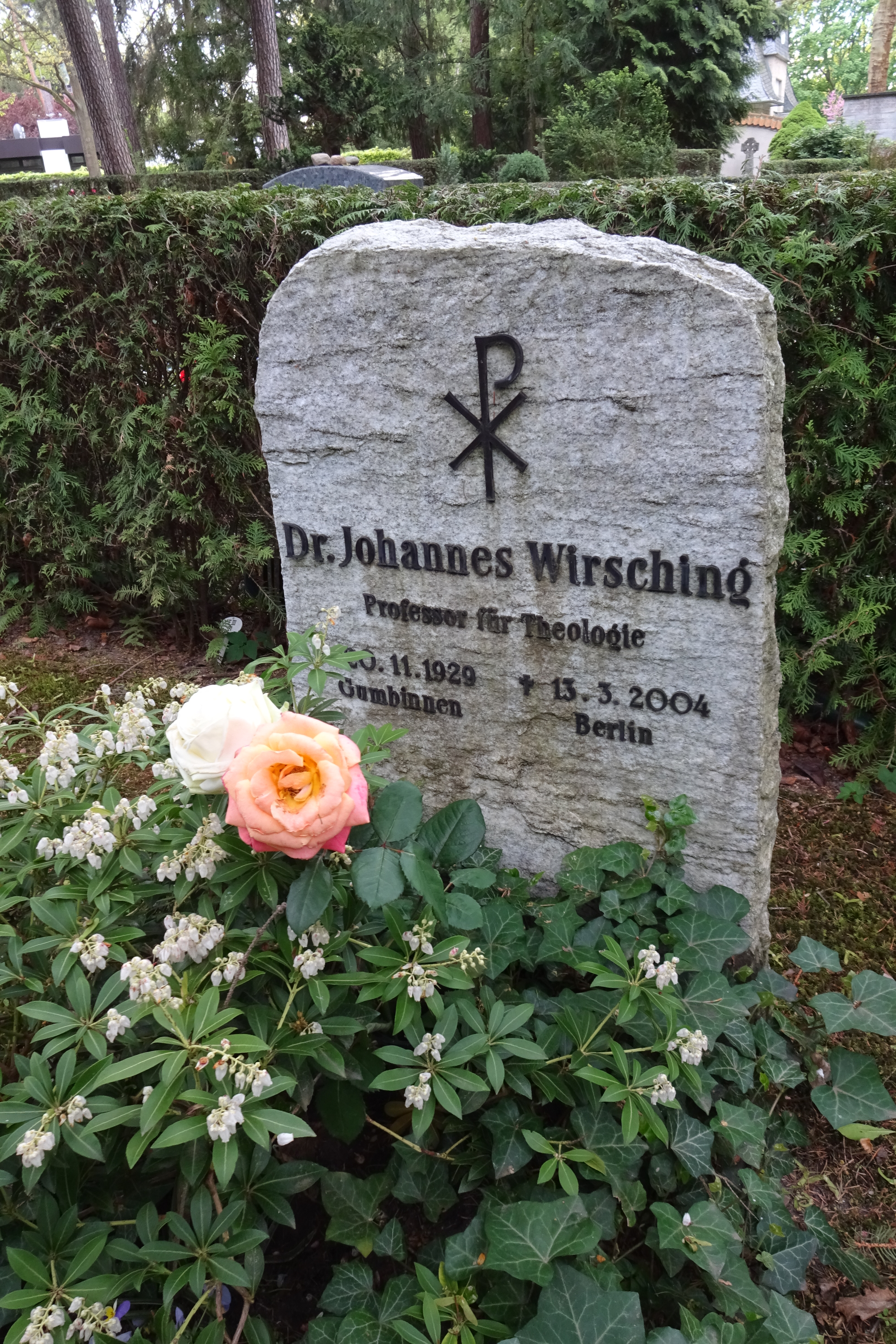
Grabstätte

Er ist auf dem Evangelischen Kirchhof Nikolassee bestattet.

## Schriften (Auswahl)
- Gott in der Geschichte. Studien zur theologiegeschichtlichen Stellung und systematischen Grundlegung der Theologie Martin Kählers, München 1963.
- Was ist schriftgemäß? Studien zur Theologie des äußeren Bibelwortes, Gütersloh 1971.
- Lernziel Glauben. Einführung in die Theologie, Gütersloh 1976.
- Kirche und Pseudokirche. Konturen der Häresie, Göttingen 1990.
- Fürchte dich nicht, glaube nur. Predigten, Frankfurt 1996.
- Glaube im Widerstreit. Ausgewählte Aufsätze und Vorträge, 3 Bde., Frankfurt 1988–1999.
- Ich trete aus der Kirche aus. Aus einem theologischen Briefwechsel, Waltrop 2000.
- Allah allein ist Gott. Über die Herausforderung der christlichen Welt durch den Islam, Frankfurt 2002.
- Dort unten. Liebesnovelle, Neuendettelsau 2005.

als Herausgeber:
- Kontexte. Neue Beiträge zur historischen und systematischen Theologie (Reihenherausgeber)
- Lebendiges Dogma, Frankfurt 2004.